# Finkar

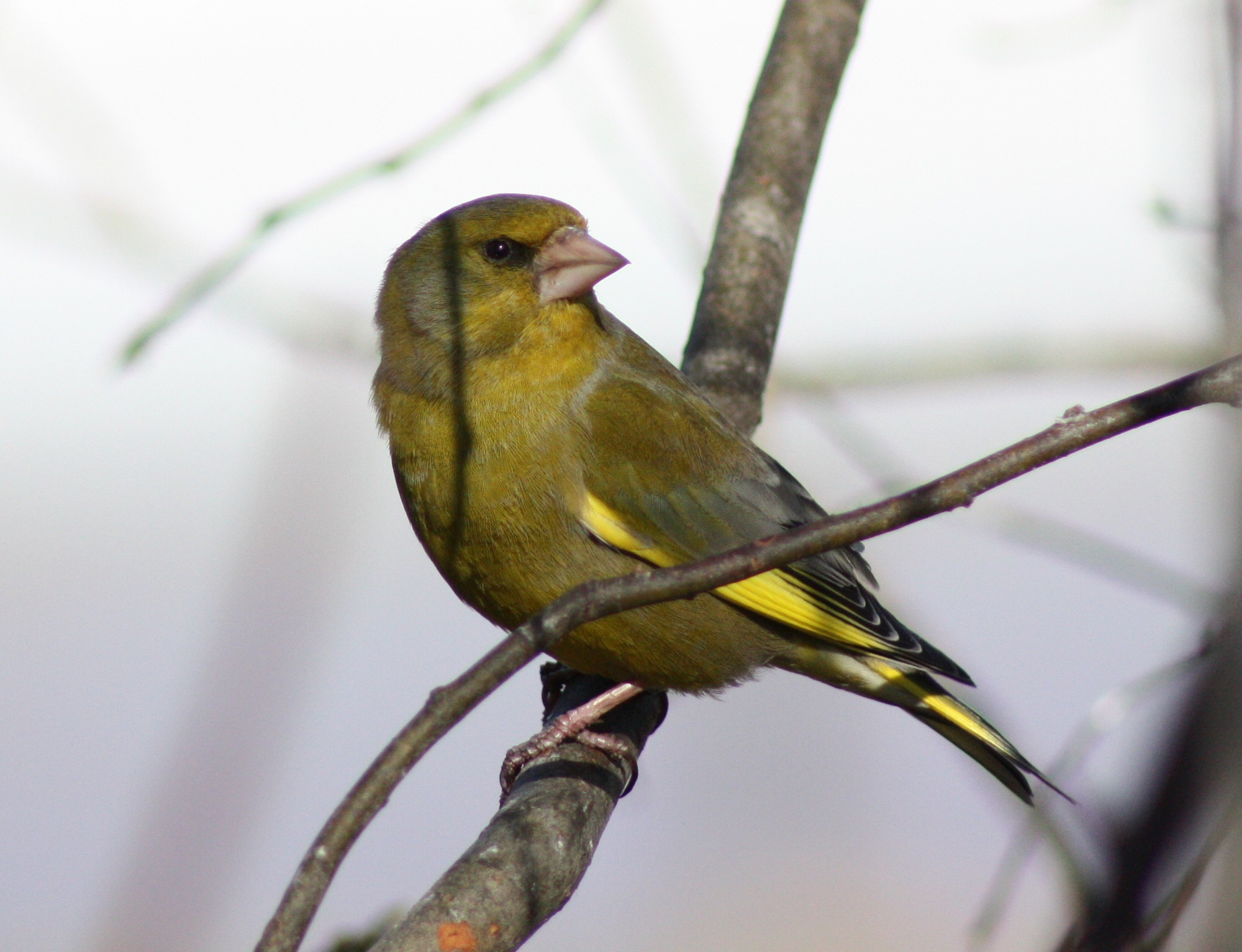
Hane av grönfink

Finkar (Fringillidae) är en av de artrikaste familjerna i ordningen tättingar. I familjen ingår 60 släkten, varav sex  utdöda i modern tid, och omkring 200 arter, varav 17 utdöda. Fåglarna förekommer över stora delar av världen utom i Australien. Vissa arter som kallas finkar hör istället till andra familjer som astrilder, vävare och pilfinken i sparvfinkar. Även ett antal arter i  familjerna kardinaler och tangaror kallades tidigare finkar.

## Utseende, fältkännetecken och läte
Finkar är små till medelstora fåglar med en längd mellan 9 och 26 centimeter. De har kraftig och oftast konformad näbb, där exempelvis stenknäcken utgör ett exempel på en art med mycket kraftig näbb. Anmärkningsvärd är näbben hos släktet korsnäbbar (Loxia), med spetsar som korsar varandra. I likhet med sparvfinkarna har den en morfologisk egenhet som skiljer dem ifrån andra tättingar, då vingens yttersta tionde handpenna bara är rudimentär. För övrigt har alla finkar tolv stjärtfjädrar och stjärten har oftast en skåra i mitten. Färgen på fjäderdräkten varierar mycket inom denna familj. Från föga iögonfallande grå, grön- eller brunaktig till färgstarka fjäderdräkter i gult, rött och blått. Till de senare kan nämnas domherre (Pyrrhula pyrrhula), iiwi (Drepanis coccinea) och ett antal arter som lever i tropikerna. Hos många arter är hannarna tydligare färgade än honorna. Några arter har en enklare vinterdräkt eller en ljusare näbb över vintern. Finkarnas flykt är hoppande eller vågformig.

### Läte
Under häckningsperioden sjunger finkhanarna för att hävda revir, och de sitter då oftast i ett träd eller buske. Mer sällan förekommer även spelflykt. I familjen finns ett antal arter med mycket komplex sång som ofta uppfattas som vacker, som till exempel bofinken och kanariefågel, men det finns även arter med bara entonig sång som bergfink.

## Utbredning
Finkar finns naturligt över nästan hela världen, och de saknas bara i Antarktis, på olika öar till havs, samt på Madagaskar, Nya Guinea, Australien och Nya Zeeland. Flest arter förekommer i Asien, cirka 70. I Europa finns ett 20-tal och i Afrika lever omkring 50 arter, där släktet Crithagra är typiskt. I Nord- och Sydamerika finns ungefär 60 arter där underfamiljen Euphoniinae och släktet Spinus är mycket talrika. På Hawaii är underfamiljen hawaiifinkar (Drepanidinae) synnerligen utspridd. Några enskilda arter har blivit introducerade till Australien och Nya Zeeland. 
De flesta arterna är stannfåglar och lämnar bara de nordligaste delarna av utbredningsområdet under vintern. Bara enstaka arter flyttar längre. Här kan nämnas bergfinken som fullständigt lämnar sitt häckningsområde som ligger i den nordliga tajgan i ett område som sträcker sig från Norge till Kamtjatka. De finkar som sträcker gör det vanligtvis dagtid, längs kusten och i flock.

## Ekologi

### Biotop
Finkar lever i olika skogsbiotoper. På tempererade breddgrader förekommer de i barr- och lövskogar samt vid skogsgränser och i gläntor. I andra områden förekommer de i högt belägna regnskogar och enskilda arter även i låglänta regnskogar. Ett stort antal arter föredrar öppna landskap som i bebodda områden. I tropikerna bebos även savanner eller gräs- och buskland. Enskilda arter som till exempel medlemmar av släktet Leucosticte finns på bergiga slänter och gräsmattor ovanför skogsgränsen. I Anderna lever arten svartsiska (Spinus atrata) på höjder över 4500 meter och i Himalaya finns arten grå alpfink (Leucosticte brandti) ovanför 5400 meter.

### Föda
Fåglarna i denna familj livnär sig huvudsakligen av frön, frukt och knoppar. Stenknäcken knäcker även körsbärskärnor med sin kraftiga näbb. Korsnäbbar är genom näbbens form specialiserade på att plocka frön ur kottar. Under häckningsperioden tar några arter även insekter, spindlar eller till och med daggmaskar för att föda upp sina ungar.

### Häckning
Boet, som är skålformigt, byggs huvudsakligen av honorna i ett träd eller buske. Honan lägger tre till fem ägg och ruvar dem över två veckor. Ungfåglarna får mat från bägge föräldrar. Fåglarna av underfamiljen Carduelinae bär ungdjurens föda, som huvudsakligen består av frön och frukter, i krävan. Däremot bär Fringillinae födan, som består nästan uteslutande av animaliska ämnen, i näbben. Efter 11-28 dagar lämnar ungfåglarna boet. Ofta sker det två häckningar per år, hos tropiska arter också mer. Utanför häckningstiden samlas många arter i stora grupper. 

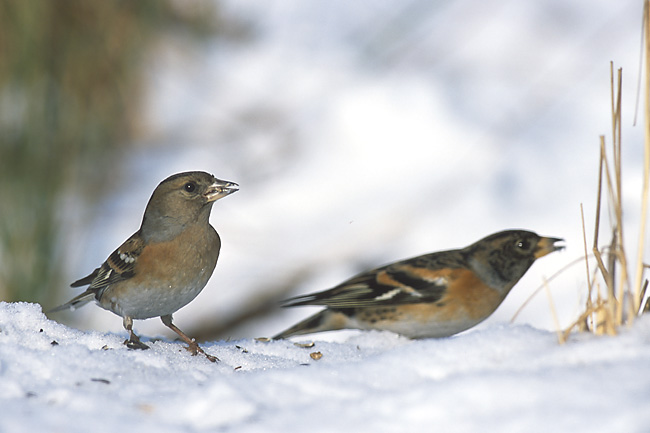
Bergfinkar (Fringilla montifringilla)

## Status, hot och mortalitet
Alla hittills utdöda arter levde på enskilda öar, så kallade endemiska arter, varav nästan alla förekom på Hawaii och en art på  japanska Boninöarna. Utöver detta är idag är femton av de arter hawaiifinkar som förekommer i Hawaii utrotningshotade eller möjligen utdöda. Även för de andra arterna på ön finns faror. Starkt hotad är också arten stenknäcksiska (Crithagra concolor) på ön São Tomé i Guineabukten. Arten upptäcktes på nytt 1991 och räknades tidigare som utdöd. Nu finns troligtvis bara 50 individer kvar.
De största hotbilderna förekommer gentemot populationer som är små och därmed lätt kan störas av människan eller genom införande av främmande växt- och djurarter. Ofta plundrar vilda katter eller råttor fåglarnas bon eller dödar fågeln direkt. För de arter av hawaiifinkar som lever på Hawaii är också införda sjukdomar ett stort hot. De flesta arter på Hawaii finns idag i områden som ligger högre än 1250 till 1500 meter över havet, dit malariabärande myggor inte når. På de hawaiiska öar som inte har sådana bergsområden är fåglarna mycket mer utsatta.
Ett annat allvarligt hot är illegal fångst och handel med finkar. En art som är hotad på grund av detta är exempelvis rödsiskan (Spinus cucullatus).  Ursprungsbefolkningen i Polynesien jagade tidigare arten hawaiimamo (Drepanis pacifica) för dess fjäderdräkt som användes i utsmyckandet av ceremoniella kläder.
För de arter som lever i mellersta Europa finns idag bara hot mot regionala populationer. På den röda listan står till exempel Storbritanniens och Nordirlands hämplingar (Linaria cannabina)  och rosenfinken (Carpodacus erythrinus) i västra Österrike och i Schweiz.
I genomsnitt blir finkar två till tre år gamla. I några enstaka fall, till exempel i fångenskap, kan de nå en ålder av 15 år.

## Systematik
Finkarnas taxonomi har genom historien genomgått många förändringar. Sentida DNA-studier har visat att hawaiifinkarna som tidigare var en egen familj (Drepanididae) samt de neotropiska släktena Euphonia och Chlorophonia (tidigare tangaror) egentligen är finkar. Speciellt nordamerikanska auktoriteter har tidigare ofta slagit samman familjen Emberizidae – och ibland även merparten av skogssångarna, tangarorna, kardinalerna och trupialerna – och behandlat dem som underfamiljer i en enda mycket stor familj. Dagens kunskap kring fylogenin av Passeroidea illustreras bättre genom att låta dessa grupper kategoriseras som distinkta familjer. Dock placeras rosenstjärt (Urocynchramus pylzowi, tidigare rödstjärtad rosenfink) numera i egen familj.
Fossila fynd av finkar är ovanliga, och bland de kända kan merparten föras till utdöda släkten. Som övriga familjer inom Passeroidea härstammar finkarna ungefär från mellersta miocen, för cirka tio till 20 miljoner år sedan.

### Underfamiljer och släkten
Även systematiken inom familjen har varit omtvistad, även om de olika taxonomiska auktoriteterna mer och mer börjar bli ense om hur finkarnas släktskap egentligen ser ut efter allt mer detaljerade DNA-studier. Följande indelning i grupper följer Zuccon et al 2012, medan släktesindelning och artantal i stort följer International Ornithological Congress, dock Birdlife Sverige för arter förekommande i Västra palearktis:
Underfamilj Fringillinae – åtta arter i släktet Fringilla som föder sina ungar med insekter och sällan eller aldrig frön, däribland bofink och bergfink

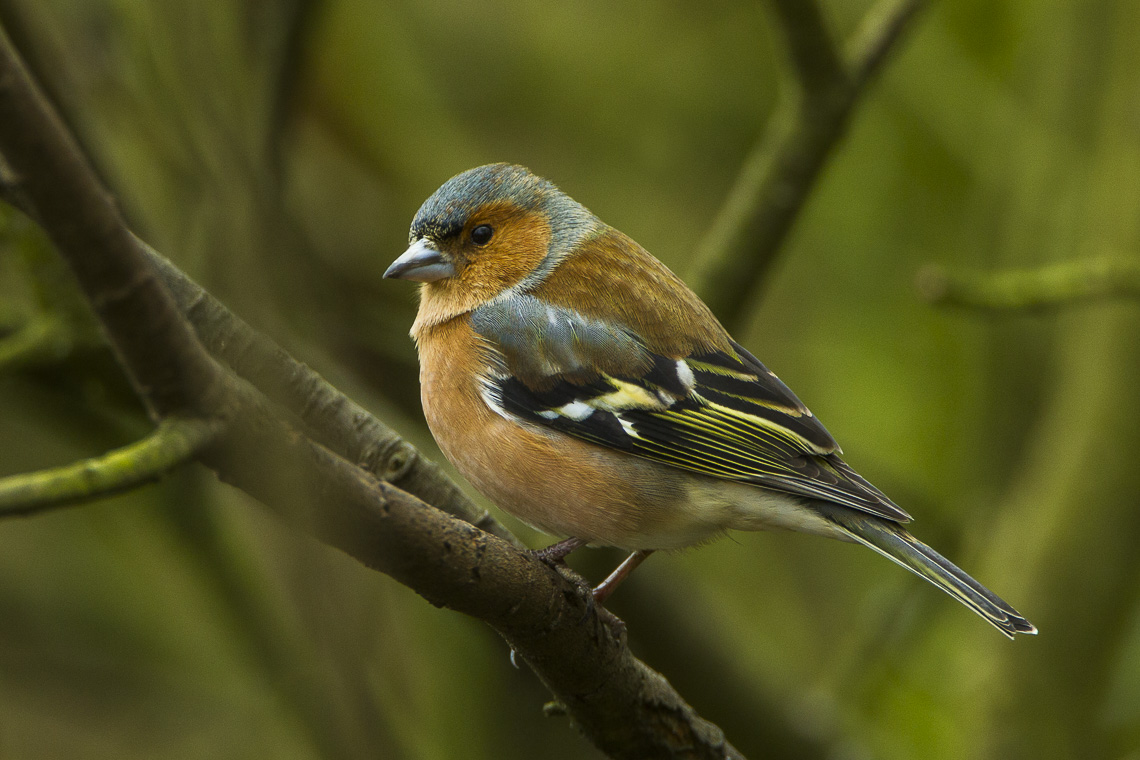
Hane bofink (Fringilla coelebs)

Underfamilj Euphoniinae – Endemiska för Neotropiska regionen, placerades tidigare i familjen Thraupidae.
- Chlorophonia – 12 arter
- Euphonia – 25 arter

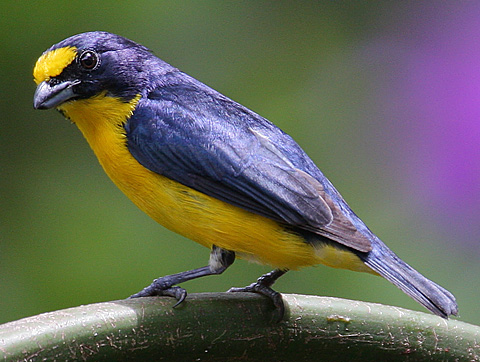
Gulpannad eufonia (Euphonia hirundinacea)

Underfamilj Carduelinae – En mycket stor grupp som omfattar flera släkten som främst föder sina ungar med frön. Denna underfamilj består av ett antal väldefinierade klader. 

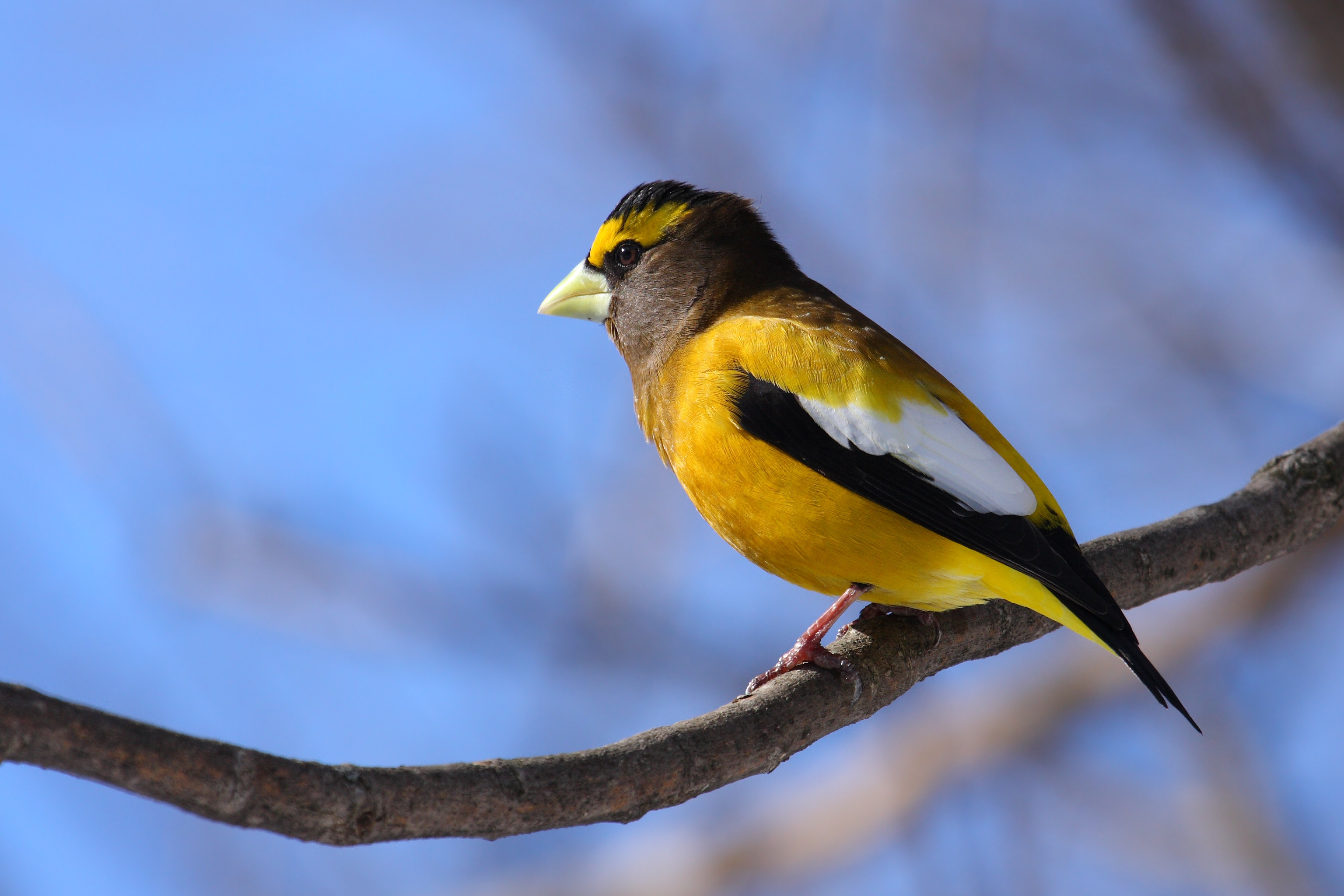
Hane aftonstenknäck (Hesperiphona vespertina)

- Stenknäckar' – Ett litet antal kraftiga finkar med grova näbbar
  - Mycerobas – fyra arter orientaliska stenknäckar
  - Hesperiphona – två arter amerikanska stenknäckar
  - Coccothraustes – stenknäck
  - Maskstenknäckar (Eophona) – två arter orientaliska stenknäckar

- Rosenfinkar – Omfattar 28 arter, alla i släktet Carpodacus, inklusive arter tidigare i Propyrrhula, Uragus, Kozlowia, Pyrrhospiza och Haematospiza. Även den utdöda mycket stora boninrosenfinken (tidigare boninstenknäck, Chaunoproctus ferreorostris) återfinns här, liksom den nyligen återupptäckta art som tidigare kallades Sillems alpfink. Det gör dock ej längre de tre amerikanska "rosenfinkarna" numera i Haemorhous samt två arter som idag kallas nepalfink och karmosinfink. Brun rosenfink (Carpodacus edwardsii)

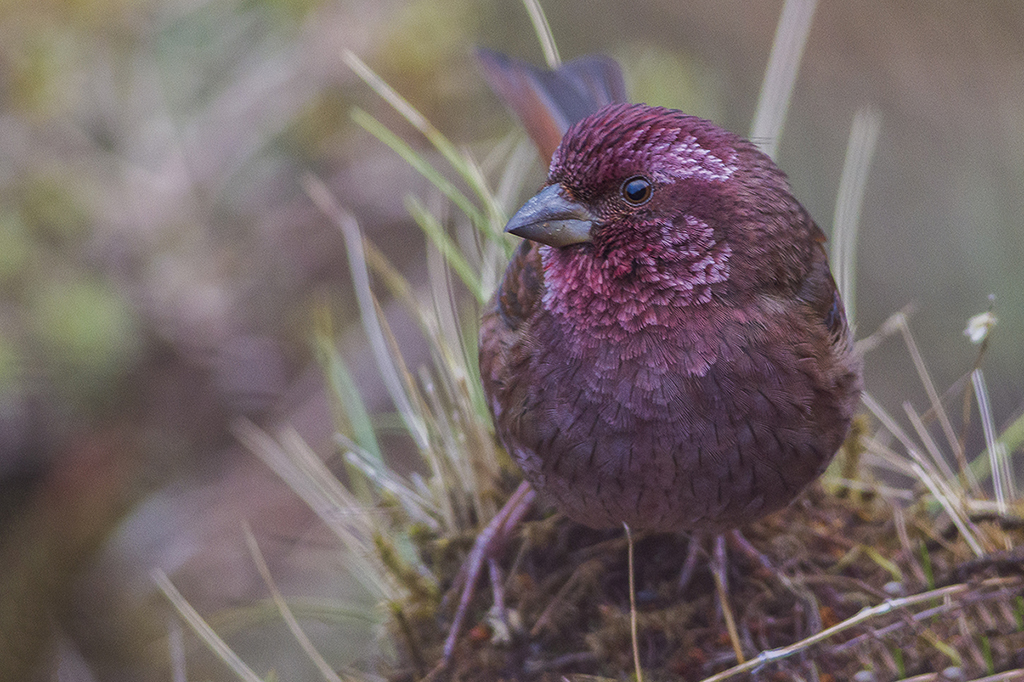
Brun rosenfink (Carpodacus edwardsii)

- Hawaiifinkar – Tidigare en egen familj men egentligen systergrupp till rosenfinkarna. Till skillnad från denna är hawaiifinkarna uppdelade i ett stort antal släkten som anpassat sig till ett antal olika nischer på Hawaiiöarna och därmed fått högst varierande utseende. En stor andel av dem är numera utdöda eller mycket hotade. Listan nedan inkluderar de som dött ut under historisk tid, det vill säga efter år 1500. Iiwi (Drepanis coccinea), en av hawaiifinkarna som inte är hotade.

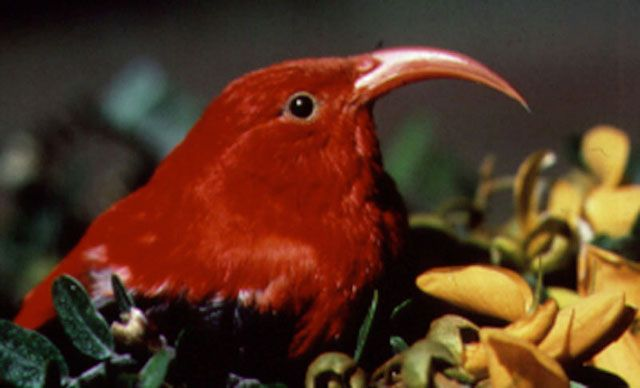
Iiwi (Drepanis coccinea), en av hawaiifinkarna som inte är hotade.

  - Melamprosops – poo-uli, troligen utdöd
  - Oreomystis – akikiki
  - Paroreomyza – tre arter, varav en utdöd art och en möjligen utdöd
  - Loxioides – palila
  - Telespiza – två arter
  - Chloridops – konafink, utdöd
  - Koafinkar (Rhodacanthis) – två arter, båda utdöda
  - Ciridops – ula-ai-hawane, utdöd
  - Akialoa – fyra arter, alla utdöda
  - Palmeria – akohekohe
  - Himatione – två arter, varav en utdöd art
  - Drepanis – tre arter, varav två utdöda
  - Psittirostra – ou, troligen utdöd
  - Dysmorodrepanis – lanaikroknäbbsfink, utdöd
  - Hemignathus – fyra arter, varav en utdöd art och två möjligen utdöda
  - Magumma – anianiau
  - Chlorodrepanis – tre arter
  - Viridonia - större amakihi, utdöd
  - Loxops – fem arter, varav en utdöd art och en möjligen utdöd

- Domherrar – Omfattar förutom domherrar också finkar som förekommer i arida miljöer i Asien, Nordafrika och Nordamerika Domherre (Pyrrhula pyrrhula)
  - Pinicola – tallbit

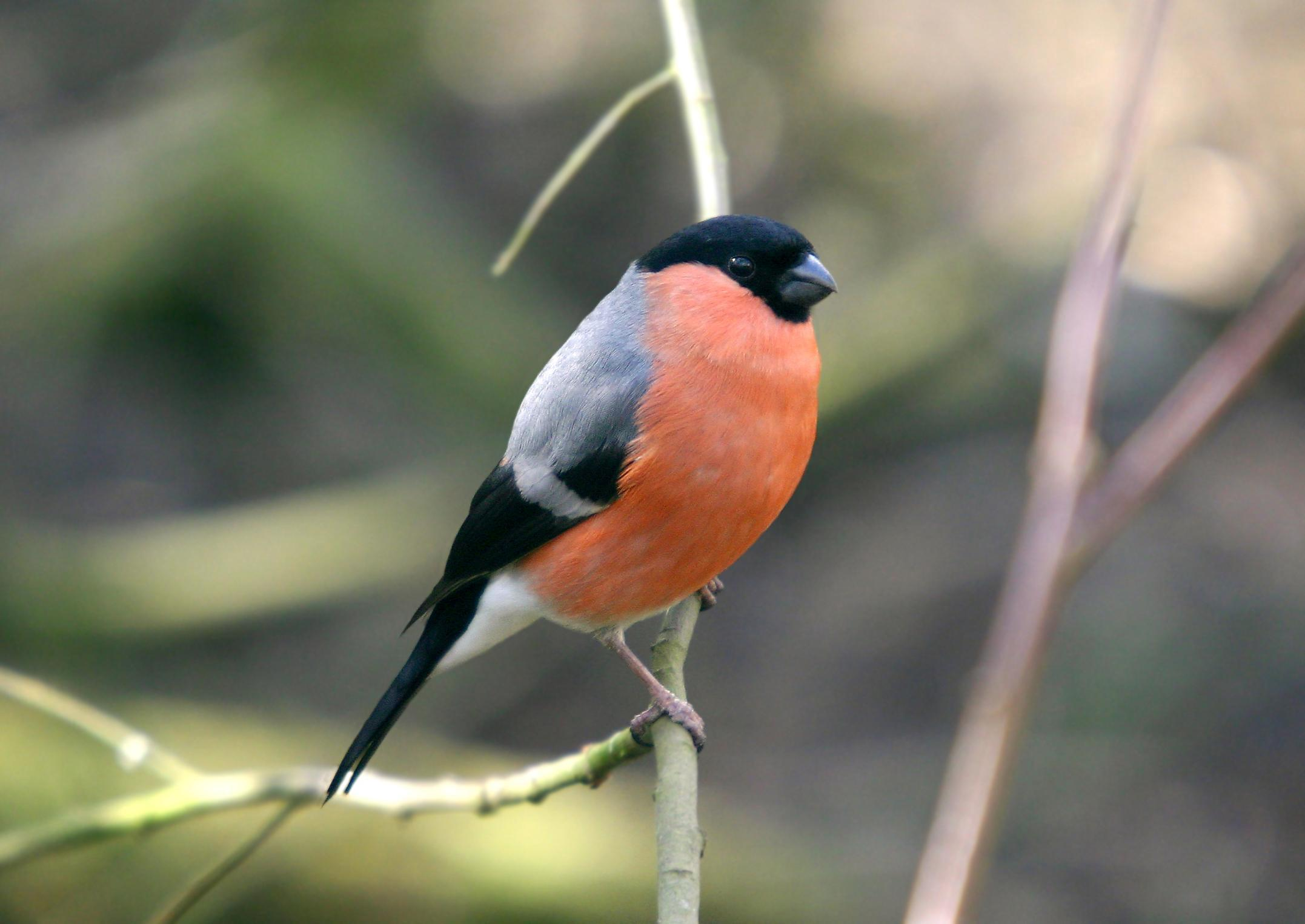
Domherre (Pyrrhula pyrrhula)

  - Domherrar (Pyrrhula) - domherrar, åtta arter
  - Rhodopechys – bergsökenfink
  - Bucanetes – två arter, däribland ökentrumpetare
  - Agraphospiza – karmosinfink, tidigare i Carpodacus
  - Pyrrhoplectes – epålettfink
  - Callacanthis – rhododendronfink
  - Procarduelis – nepalfink, tidigare i Carpodacus
  - Alpfinkar (Leucosticte) – sex arter

- Siskor – En stor grupp finkar där stora förändringar gjorts i taxonomin efter DNA-studier. Hanar mindre korsnäbb (Loxia curvirostra) Kanariesiska (Serinus canaria), vilda ursprunget till kanariefågeln.

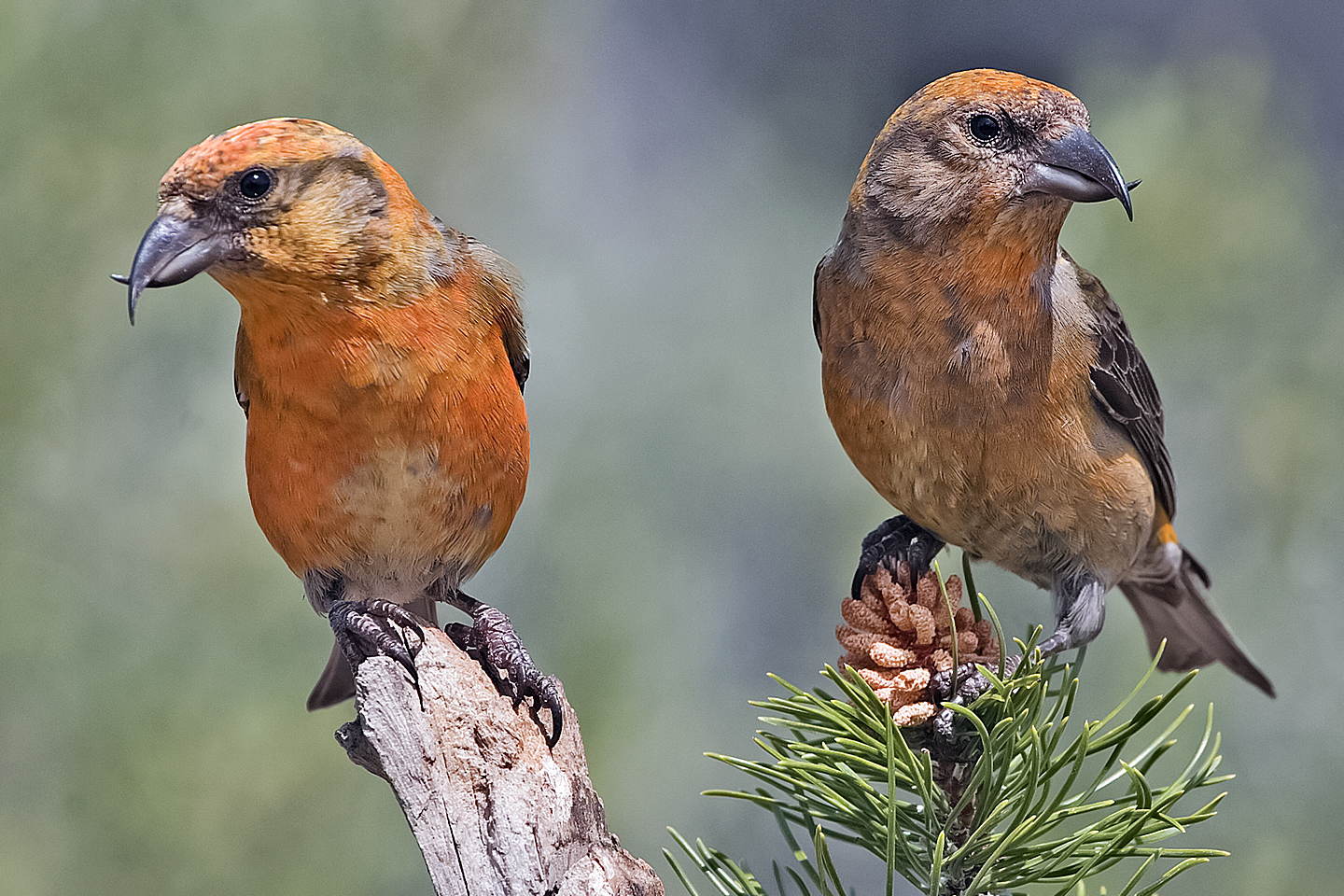
Hanar mindre korsnäbb (Loxia curvirostra)

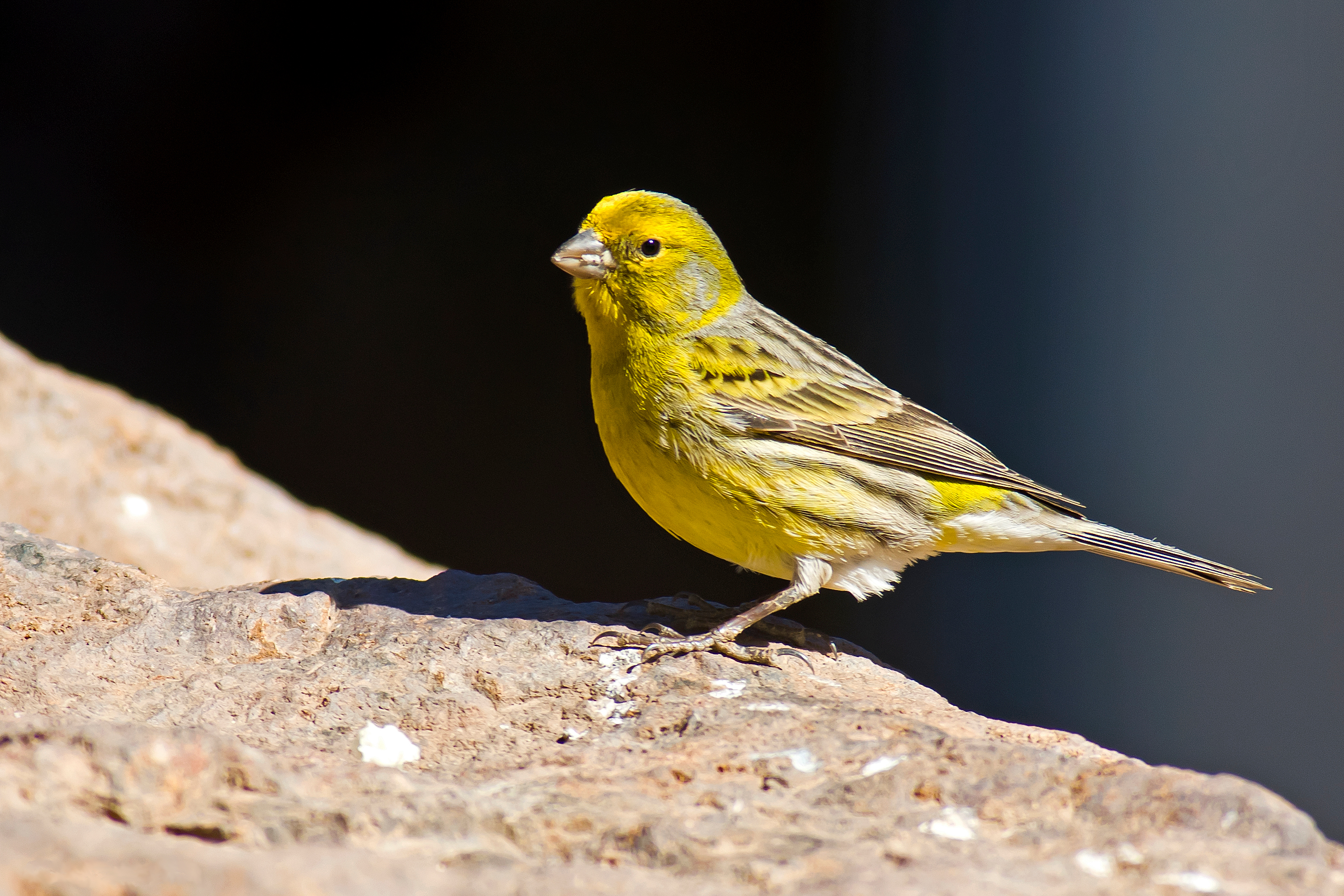
Kanariesiska (Serinus canaria), vilda ursprunget till kanariefågeln.

  - Haemorhous – tre nordamerikanska arter, tidigare i Carpodacus
  - Rhodospiza – ökenfink
  - Guldvingefinkar (Rhynchostruthus) – tre arter guldvingefinkar
  - Grönfinkar (Chloris) – sex arter grönfinkar, tidigare i Carduelis
  - Linurgus – gyllingfink
  - Crithagra – en stor grupp med 38 afrikanska siskor tidigare i Serinus plus den mycket stora och sällsynta stenknäcksiskan, tidigare behandlad som en stenknäck i det egna släktet Neospiza
  - Hämplingar (Linaria) – fyra arter, tidigare i Carduelis
  - Acanthis – gråsiska, internationellt uppdelad i tre arter
  - Korsnäbbar (Loxia) – sju arter korsnäbbar, närmast släkt med gråsiska
  - Chrysocorythus – två arter
  - Carduelis – i begränsad mening numera endast tre arter, däribland steglits
  - Serinus – åtta arter
  - Spinus – 20 arter i huvudsak nord- och sydamerikanska siskor, förutom himalayasiska och grönsiska